# Malevattnet
Malevattnet är en sjö i Munkedals kommun och Tanums kommun i Bohuslän och ingår i Enningdalsälvens huvudavrinningsområde. Sjön är 11,1 meter djup, har en yta på 0,242 kvadratkilometer och befinner sig 147,2 meter över havet. Malevattnet ligger i Kynnefjäll Natura 2000-område. Sjön avvattnas av vattendraget Liverödälven. Delar av sjön ingår i Malevattnets naturreservat.

## Delavrinningsområde
Malevattnet ingår i det delavrinningsområde (651944-125753) som SMHI kallar för Mynnar i Enningdalsälven. Medelhöjden är 146 meter över havet och ytan är 27,65 kvadratkilometer. Det finns inga avrinningsområden uppströms utan avrinningsområdet är högsta punkten. Liverödälven som avvattnar avrinningsområdet har biflödesordning 2, vilket innebär att vattnet flödar genom totalt 2 vattendrag innan det når havet efter 30 kilometer. Avrinningsområdet består mestadels av skog (77 %). Avrinningsområdet har 0,68 kvadratkilometer vattenytor vilket ger det en sjöprocent på 2,4 %.